# Gaio-castanho
Gaio-castanho (Psilorhinus morio) é uma ave passeriforme da família sedentária dos corvídeos (Corvidae). Ocorre principalmente em vastas áreas de florestas e savana do Belize, Guatemala, Honduras,México e Panamá. Apresenta tamanho padrão em relação aos Corvidae, peito branco e pequenas asas. Seu número de indivíduos está em constante aumento, pois consegue adaptar-se em locais urbanizados e/ou com pouca vegetação nativa ( não á toa esta espécie encontra-se com pouca preocupação de risco de extinção).  